# Madoka Haji
Madoka Haji (櫨 まどか, Haji Madoka), née le 8 juillet 1988, est une joueuse internationale de football japonaise.

## Biographie
Le 30 juillet 2017, elle fait ses débuts avec l'équipe nationale japonaise contre l'équipe d'Australie. Elle compte 7 sélections en équipe nationale du Japon.

## Statistiques
Le tableau ci-dessous présente les statistiques de Madoka Haji en équipe nationale
| Équipe du Japon | Équipe du Japon | Équipe du Japon |
| Année           | Matchs          | Buts            |
| --------------- | --------------- | --------------- |
| 2017            | 6               | 0               |
| 2018            | 1               | 0               |
| Total           | 7               | 0               |